# (781) Kartvelia

(781) Kartvelia est un astéroïde de la ceinture principale découvert le 25 janvier 1914 par l'astronome russe Grigori Néouïmine. Sa désignation provisoire était 1914 UF.